# فرناندوی دوم، پادشاه لئون
فرناندوی دوم (ح. ۱۱۳۷ – ۲۲ ژانویه ۱۱۸۸), یکی از اعضای شاخه کاستیایی خاندان ایورئا بود که از ۱۱۵۷ تا زمان مرگش پادشاه لئون و گالیسیا بود.